# Cleora fletcheri
Cleora fletcheri là một loài bướm đêm trong họ Geometridae.